# Webster (Carolina del Nord)
Webster è una città degli Stati Uniti d'America situata nella Carolina del Nord, nella Contea di Jackson.